# Meridian (Pennsilvània)
Meridian és una concentració de població designada pel cens dels Estats Units a l'estat de Pennsilvània. Segons el cens del 2000 tenia 3.794 habitants.

## Demografia
Segons el cens del 2000, Meridian tenia 3.794 habitants, 1.489 habitatges, i 1.137 famílies. La densitat de població era de 515,8 habitants/km².
Dels 1.489 habitatges en un 28% hi vivien nens de menys de 18 anys, en un 67,7% hi vivien parelles casades, en un 6,2% dones solteres, i en un 23,6% no eren unitats familiars. En el 21,1% dels habitatges hi vivien persones soles l'11,5% de les quals corresponia a persones de 65 anys o més que vivien soles. El nombre mitjà de persones vivint en cada habitatge era de 2,52 i el nombre mitjà de persones que vivien en cada família era de 2,93.
Per edats la població es repartia de la següent manera: un 21,3% tenia menys de 18 anys, un 5,5% entre 18 i 24, un 25,1% entre 25 i 44, un 29,9% de 45 a 60 i un 18,2% 65 anys o més.
L'edat mediana era de 44 anys. Per cada 100 dones de 18 o més anys hi havia 93,8 homes.
La renda mediana per habitatge era de 48.939 $ i la renda mediana per família de 57.893 $. Els homes tenien una renda mediana de 44.458 $ mentre que les dones 27.933 $. La renda per capita de la població era de 22.962 $. Entorn del 3,9% de les famílies i el 6,3% de la població estaven per davall del llindar de pobresa.

## Poblacions més properes
El següent diagrama mostra les poblacions més properes.